# عملات تذكارية من الذهب والفضة باليورو (فرنسا)
تتمتع فرنسا بمجموعة غنية من العملات التذكارية الذهبية والفضية . تم سك هذه العملات المعدنية بواسطة شركة مونيه دي باريس وهي شركة صناعية وتجارية مملوكة للدولة. تتمتع عملة موناي دي باريس بعلامة مميزة مختلفة (قرن الوفرة) تضمن "جودة عملة مونيه دي باريس وأصلها وأصالة عملاتها المعدنية لهواة الجمع". علامة ثانية تمثل رمز النقاش الرئيسي، هوبير لاريفيير، وهي محفورة على عملاتهم المعدنية؛ القرن الفرنسي، وبعض الأمواج وظل سمكة وقد تقاعد لاريفيير منذ ذلك الحين.
نظرًا للعدد الكبير من العملات المعدنية التي أصدرت كل عام توصف كل مجموعة من العملات المعدنية المجمعة حسب السنوات في مقالة خاصة بها كما هو موضح في القائمة التالية.
- العملات الصادرة في عام 2002
- العملات الصادرة في عام 2003
- العملات الصادرة في عام 2004
- العملات الصادرة في عام 2005
- العملات الصادرة في عام 2006
- العملات الصادرة في عام 2007
- العملات الصادرة في عام 2008

ومع ذلك لا تشمل هذه المقالات العملات التذكارية الفرنسية من فئة 2 يورو أو العملات التذكارية الفرنسية من فئة الفرنك. كما أنه في مايو 2008 كان النقص في العملات الفضية المستديرة التي تزن أونصة واحدة في دار سك العملة الأمريكية ودار سك العملة الملكية الكندية. وأكدت دار سك العملة الفرنسية أنها سوف تسك عدة عملات معدنية بقيمة 5 و15 و100 يورو في عام 2009. كما قالت دار سك العملة في باريس وخدمة البريد الوطنية يوم الثلاثاء: إن العملات المعدنية من فئة الـ5 يورو والـ15 يورو ستكون متاحة باللون الفضي بينما العملة المعدنية من فئة الـ100 يورو ستتاح باللون الذهبي.
ويثير الاهتمام أن مجموعة محدودة أخرى من العملات الذهبية والفضية سوف تصدر بحلول عام 2010 كما أعلنت دار سك العملة الفرنسية مؤخراً عن أعلى قيمة لعملة ذهبية بقيمة 500 يورو.